# 827 (číslo)
Osm set dvacet sedm je přirozené číslo, které následuje po čísle osm set dvacet šest a předchází číslu osm set dvacet osm. Římskými číslicemi se zapisuje DCCCXXVII.

## Matematika
827 je:
- Prvočíslo
- Nešťastné číslo
- Nepříznivé číslo

## Astronomie
- (827) Wolfiana je planetka hlavního pásu, kterou objevil v roce 1916 Johann Palisa

## Roky
- 827
- 827 př. n. l.